# Tasifeto Barat
Tasifeto Barat is een district van het regentschap Belu op West-Timor, Oost-Nusa Tenggara, Indonesië.

## Geografie
Tasifeto Barat ligt in het westen van het regentschap Belu. Het district grenst in het noorden aan de districten Kakuluk Mesak, Atambua Selatan en Tasifeto Timur, in het oosten aan de Democratische Republiek Oost-Timor, in het zuiden aan het district  Rai Manuk en in het westen aan het regentschap Noord-Midden-Timor. Het bestuurscentrum bevindt zich in Kimbana, onderdeel van het dorp Naekasa. Het district telt acht dorpen: Bakustulama (3.271), Derok Faturene (1.188), Lawalutolus (1.065), Lookeu (469), Naekasa (6.548), Naitimu (4.447), Rinbesihat (1.791), Tukuneno (3.583). Tussen haakjes is het aantal inwoners aangegeven, opgave 2010. Tot het dorp Naitimu behoren ook de dorpjes Halilulik en Nuskikun.

## Demografie
Het district Tasifeto Barat telt 22.362 inwoners. Opgave 2010. De bevolking van het district behoort voornamelijk tot het Tetum volk en spreekt deze taal. Een minderheid spreekt Kemak of Bunak. De meerderheid van de bevolking is katholiek.

## Transport
Door het district heen loopt de West-Timor Hoofdweg (in het Indonesisch: Jalan Nasional Trans Timor). De West-Timor Hoofdweg is de weg van Kupang naar  Motaain, gelegen aan de grens met Oost-Timor. 

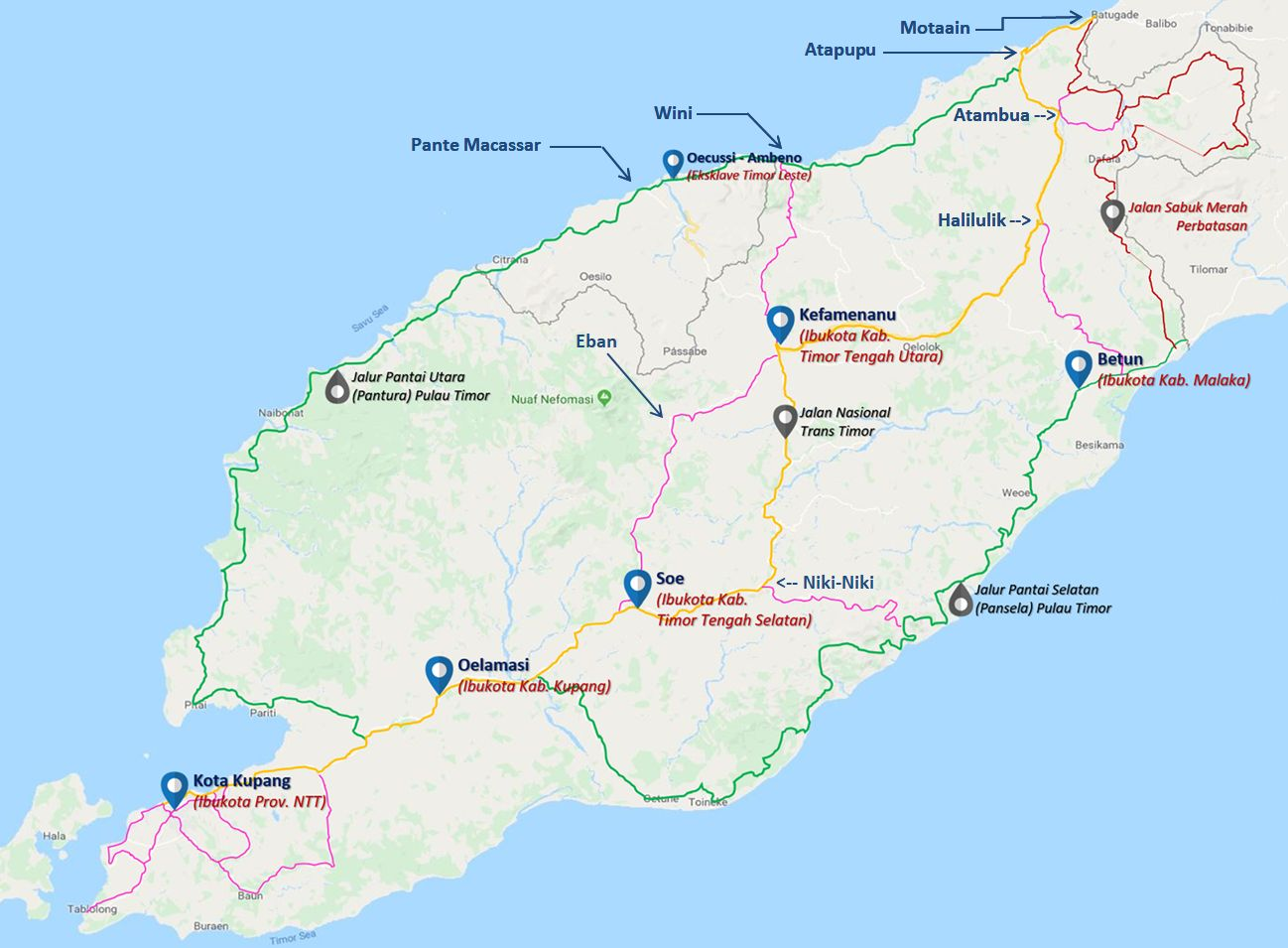
Kaart met o.a. de West-Timor Hoofdweg, aangegeven met de gele lijn.